# Jesús Rodríguez Penin
Jesús Rodríguez Penin (1960-) es un jinete chileno de rodeo y exfutbolista profesional. Fue campeón de Chile junto con Christian Pooley, después de coronarse como los mejores en el 60º Campeonato Nacional de Rodeo. Además en el Campeonato Nacional de Rodeo de 2009 alcanzó el tercer lugar. Es un jinete amateur, es decir, no se dedica a correr como su compañero Pooley, sino que su actividad principal es la crianza de caballos chilenos. Es dueño del corral Santa Toñita y Doña Josefa.

## Inicios en el deporte
En la década de 1980 fue futbolista y jugó como centrodelantero en Deportes Concepción, retirándose muy joven del fútbol ya que prefirió terminar sus estudios. Pero no dejó el deporte, fue campeón nacional de vela y posteriormente entró en el adiestramiento de perros, siendo tres veces el mejor de Sudamérica.

## El rodeo
Sin ser un hombre de campo, pero un amante de los animales y del deporte, un día acompañó a su amigo Jorge Herrera a un remate de caballos. Al final, Herrera no compró nada, pero sí Rodríguez, quien se quedó con el "Lunero", un potro bayo. 
En 1995 decide formar un corral y dedicarse a correr en rodeo. Al principio los resultados no le acompañaron debido a su falta de experiencia y, seguramente, porque no pertenece a una familia de campo. Corrió con Alberto Carrasco, Cristián Hermosilla, Roberto Rebolledo, Felipe Jiménez y Alejandro Loaiza. Corriendo con Hermosilla logra llegar a los clasificatorios, sin pasar al Campeonato Nacional. Con Rebolledo si logran llegar, en más de una oportunidad, a Rancagua.
En la temporada del año 2000 llega a su corral Christian Pooley, jinete profesional que había logrado ganar muchos rodeos y había sido vicecampeón de Chile en 1994. Corren juntos durante una temporada y logran llegar a los clasificatorios, sin pasar al Campeonato Nacional. Después de un breve paso de Christian Pooley por el Criadero Agua de los Campos y Mackena, vuelven a correr juntos desde el año 2005.
En el Campeonato Nacional de Rodeo de 2008 llega a la fama al coronarse campeón, después de haber clasificado a la final a última hora el día domingo en la mañana. En el Champion, junto al talentoso Pooley y montando a "Rangoso" y "Canalla", obtuvo 37 puntos, una marca que alcanzó para dejar fuera a los del Criadero Santa Isabel, a los hermanos Hernández, a Meza y Ruiz y a los máximos favoritos.
Rodríguez había llegado antes al Campeonato Nacional, pero jamás había llegado a una final y la primera vez que llegó terminó siendo campeón de Chile. 
Al finalizar la temporada 2008 el Círculo de Periodistas Deportivos de Chile lo eligió, junto con su compañero Christian Pooley, como el mejor deportista del rodeo de 2008, recibiendo el "Cóndor de Bronce".
Al año siguiente de coronarse campeón nacional de Chile, demostró que su corona no fue casualidad ya que alcanó el tercer lugar nacional con la misma collera, en desempate con los jinetes andinos José Luis Ortega y Mauricio Villarroel.

### Campeonatos nacionales
| Año  | Collera          | Caballos              | Puntaje | Asociación |
| ---- | ---------------- | --------------------- | ------- | ---------- |
| 2008 | Christian Pooley | "Rangoso" y "Canalla" | 37      | Cautín     |

### Terceros campeonatos
- 2009: junto con Christian Pooley, montando a "Canalla" y "Rangoso" con 36+5+5 puntos.